# Fusitriton oregonensis
Fusitriton oregonensis är en snäckart som först beskrevs av John Howard Redfield 1848.  Fusitriton oregonensis ingår i släktet Fusitriton och familjen Ranellidae. Inga underarter finns listade i Catalogue of Life.

## Bildgalleri

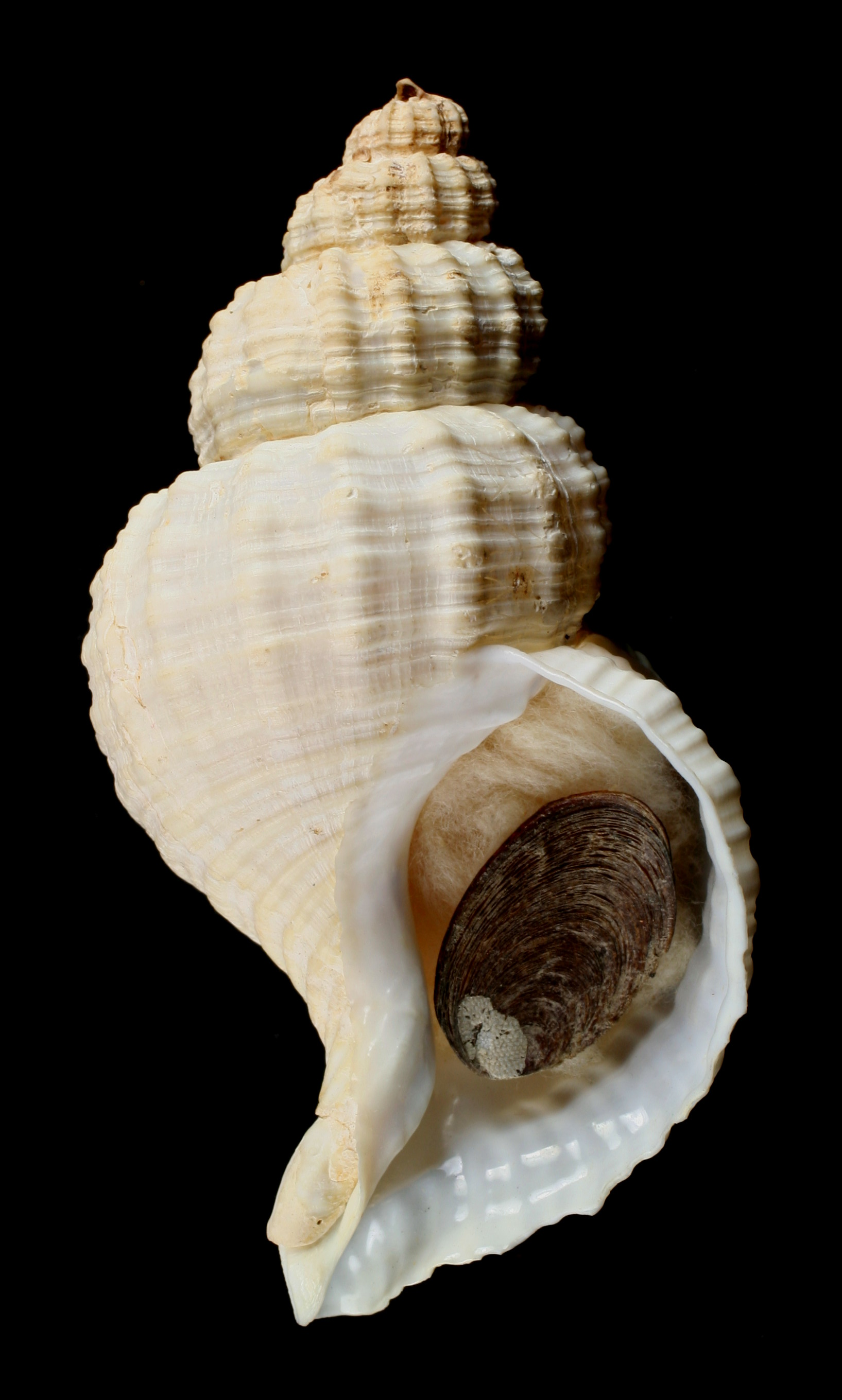
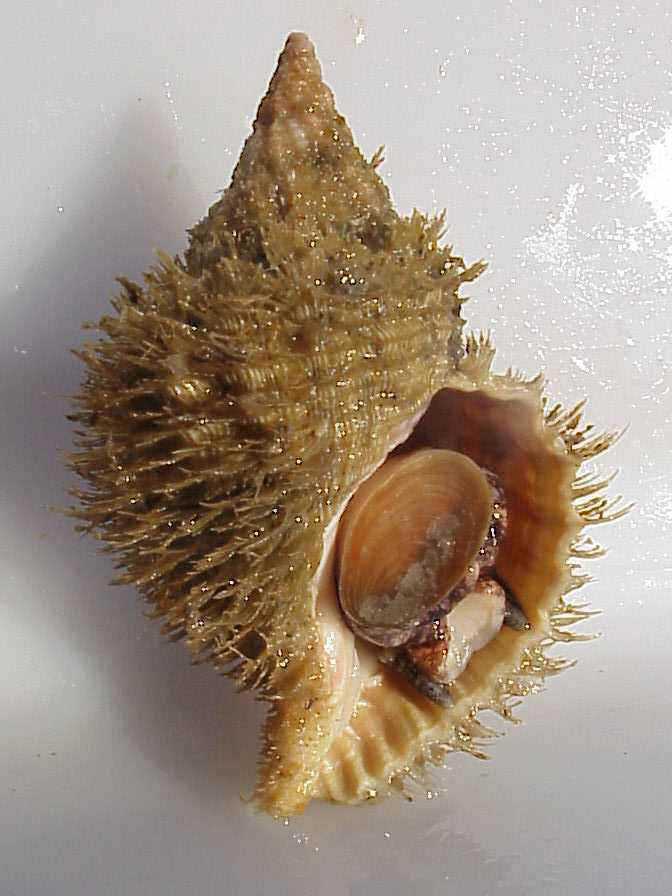
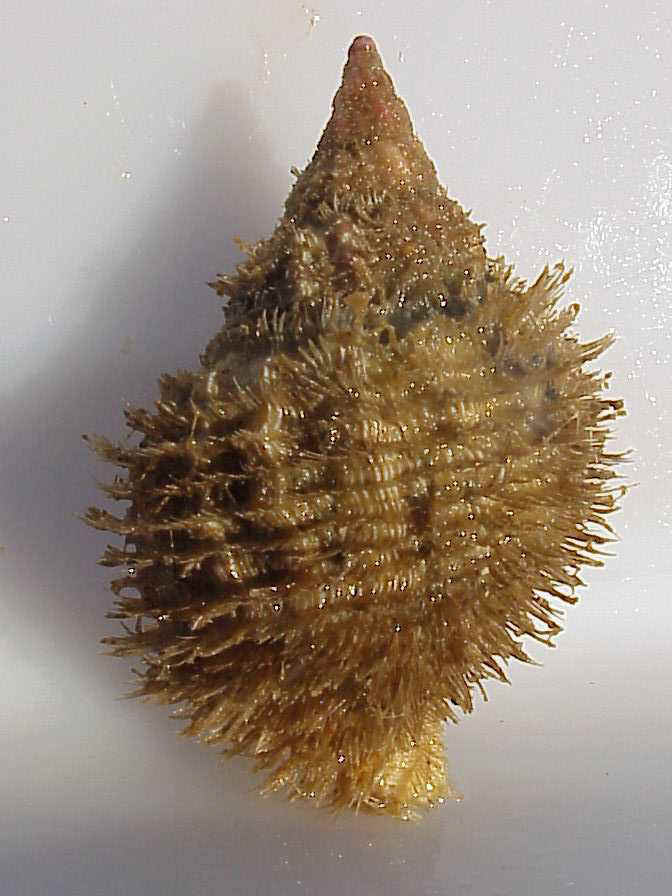